# Spätlese

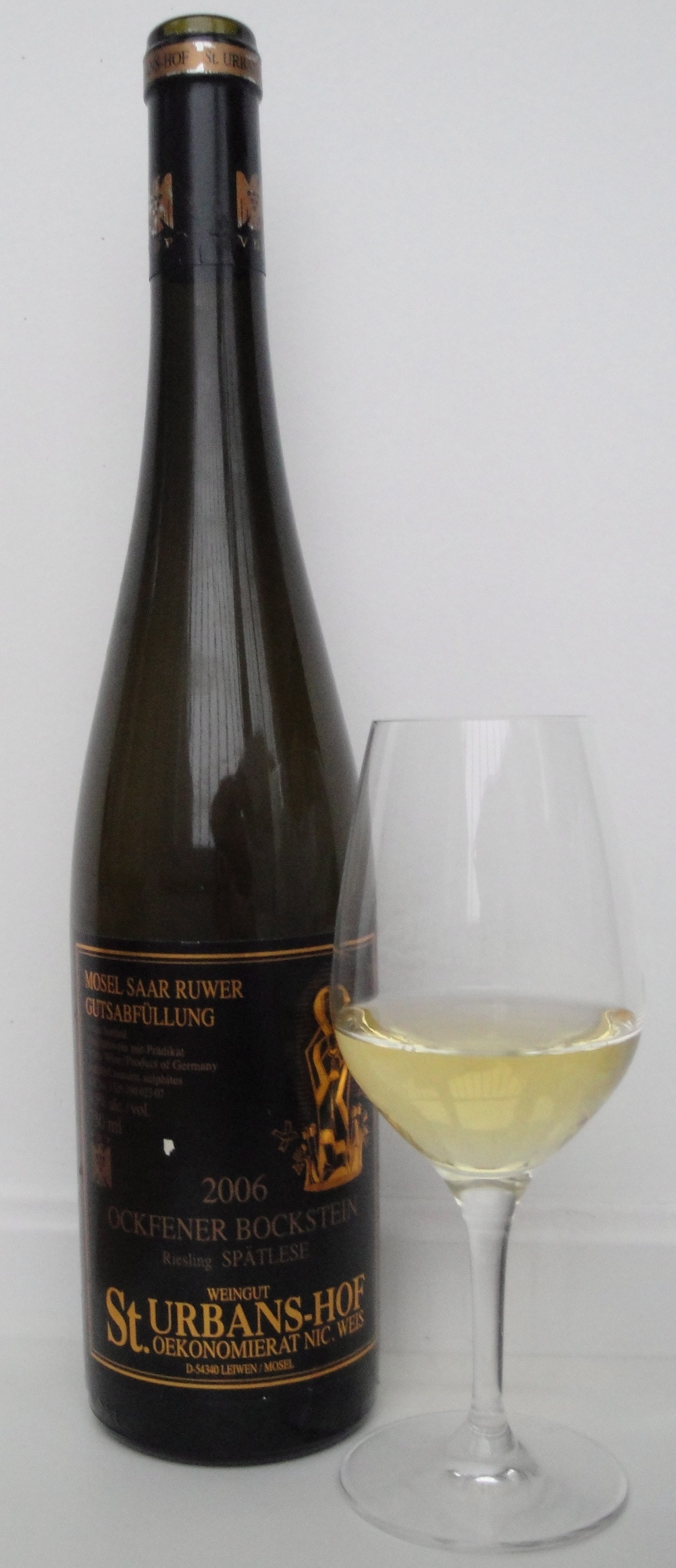
Rieslings Spätlese de Moselle.

Spätlese est un mot allemand qui signifie « vin de vendanges tardives ». Généralement récolté en octobre, le raisin peut aussi être récolté une semaine après les vendanges normales.